# 文化映画
文化映画（ぶんかえいが）とは、劇映画ではない映画（非劇映画）を指し示す分類上の総称のひとつ。ナチス・ドイツや戦時の日本の文化統制下に確立された映画のジャンルのひとつ。

## 定義
語源は、ドイツのウーファ（UFA）社が1920年代から1930年代に製作した「Kulturfilm」（クルトゥーアフィルム）に由来したもの。
基本的には、「教育映画」「短編記録映画」の同義語であるが、ドイツのウーファ社のクルトゥーアフィルムは、ナチス・ドイツの映画政策、ナチス・ドイツのプロパガンダの一環として製作され、そのモデルがドイツの映画法とともに、日本に輸入された。

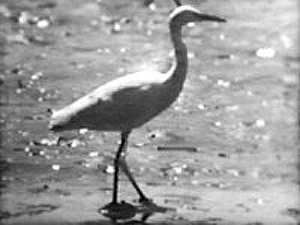
戦前日本の文化映画の代表的作品『或日の干潟』（演出：下村兼史　撮影：佐野時雄、理研科学映画、1940年）

日本では、1931年の教育映画『輝く愛』が文部省からの委託で松竹文化映画部によって製作されており、早くから文化映画の概念が形成していたことがうかがわれる。しかし、本格的に提唱されたのは、映画法制定以降で、文化映画の隆盛期に戦時体制に突入したため、文化映画の製作会社や製作部門が戦争記録映画や兵士や一般国民を訓練、戦争に動員するための教材映画なども製作することが少なくなかった。
しかし、同時に、文化映画に分類される映画の中には、戦時色とは無縁の下村兼史監督の記録映画『或日の干潟』（理研科学映画、1940年）のような作品もあった。

## 本場ドイツのクルトゥーアフィルム
ウーファ社も、ナチス時代、基本はナチスのプロパガンダ映画製作を担いながら、プロデューサーのニコラス・カウフマンの指導のもと質の高い学術映画を製作した。『鋼鉄交響樂』、『航空郵便』、『夜の猛禽』、『生命の神秘』、『レントゲン線』、『植物の感覚生活』、『北海の渡り鳥』、『蜜蜂の集團生活』などが1935年から1938年の間に製作されている。日本には東和商事を通じて輸入された。
ウーファ社の映画製作全体についての詳細は「ウーファ (映画会社)」を参照

## 第二次世界大戦前の日本での展開
東宝文化映画部は、『上海』（1938年）や上映禁止となった『戦ふ兵隊』（1939年）といった亀井文夫の戦争記録映画などで知られている。
東宝では、文化映画部とは別に、1937年、東京撮影所第二制作部に円谷英二を責任者とする特殊技術課を創設。1939年からは軍からの依頼でおもに銃火器や飛行機操縦法などを解説する実践的な映画を作り始めた。さらに、1944年6月、東宝は、東京撮影所内に特別映画班を強化した航空教育資料製作所（航資）を設置してこれに専念させた。
1939年の映画法の制定によって、文化映画は、法的に定義付けが行われる、「映画法」では、「文化映画、時事映画の上映」が義務づけが行われ、文化映画は「国民精神ノ涵養又ハ国民智能ノ啓培ニ資スルモノニシテ劇映画ニ非ザルモノ」との定義づけられた。これに沿って、各「文化映画」の製作会社は、教育、科学、観光などとともに、戦時占領地域の記録フィルムの製作に活路を見いだそうとした。
一方、東宝文化映画部は、1941年5月、日本ニュース映画社から改組された社団法人日本映画社に松竹の文化映画部とともに吸収合併された。日本映画社もニュース映画だけでなく、文化映画の製作会社の製作会社となる。
1943年1月、主な文化映画製作会社を日本映画社、朝日映画社、電通映画社、理研科学映画に統合整理した。これらの文化映画製作各社が1943年から1945年8月までに製作した映画については、各社項目を参照のこと。

## 第二次世界大戦後の「文化映画」
戦後も、キネマ旬報ベストテンなどで「文化映画部門」といった表現が残されている。毎日映画コンクールも、記録文化映画部門賞を設けており、文化庁映画賞にも、文化記録映画部門賞がある。
文化映画各社も、戦後の教育映画、科学映画、記録映画の製作会社へと再編された。